# Hermann Betschart
Hermann Betschart (19 de diciembre de 1910-30 de junio de 1950) fue un deportista suizo que compitió en remo.
Participó en los Juegos Olímpicos de Berlín 1936, obteniendo dos medallas, plata en la prueba cuatro con timonel y bronce en cuatro sin timonel. Ganó seis medallas en el Campeonato Europeo de Remo entre los años 1934 y 1947.

## Palmarés internacional
| Juegos Olímpicos   | Juegos Olímpicos         | Juegos Olímpicos  | Juegos Olímpicos   |
| Año                | Lugar                    | Medalla           | Prueba             |
| ------------------ | ------------------------ | ----------------- | ------------------ |
| 1936               | Berlín (Alemania)        | Medalla de plata  | Cuatro con timonel |
| 1936               | Berlín (Alemania)        | Medalla de bronce | Cuatro sin timonel |
| Campeonato Europeo |                          |                   |                    |
| Año                | Lugar                    | Medalla           | Prueba             |
| 1934               | Lucerna (Suiza)          | Medalla de plata  | Cuatro sin timonel |
| 1935               | Berlín (Alemania)        | Medalla de oro    | Cuatro sin timonel |
| 1935               | Berlín (Alemania)        | Medalla de plata  | Ocho con timonel   |
| 1937               | Ámsterdam (Países Bajos) | Medalla de plata  | Cuatro sin timonel |
| 1938               | Milán (Italia)           | Medalla de oro    | Cuatro sin timonel |
| 1947               | Lucerna (Suiza)          | Medalla de bronce | Cuatro sin timonel |